# Mines de charbon de Belgique

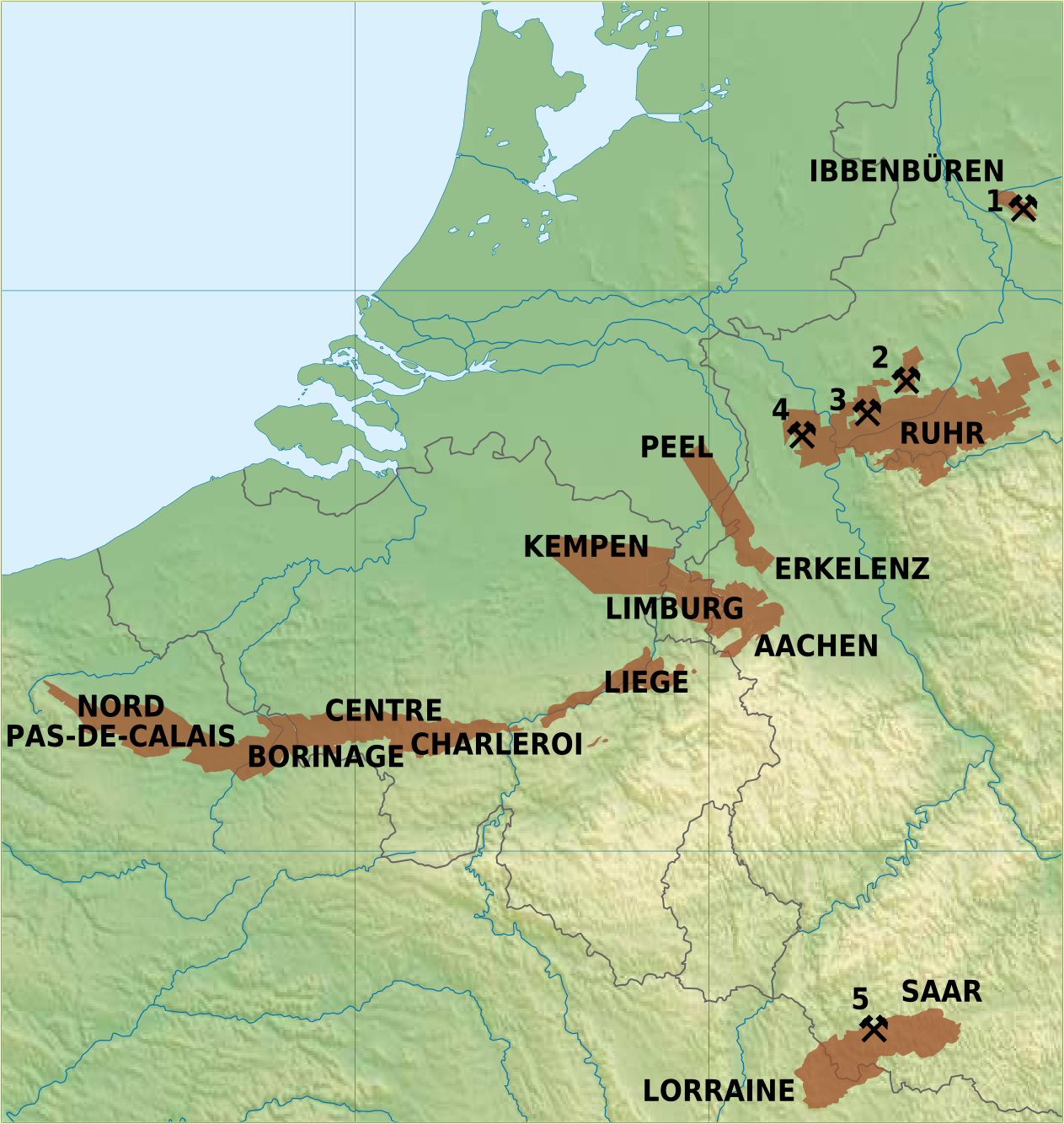
Carte des zones minières.

Les mines de charbon de Belgique ont connu une expansion très tôt grâce à l'affleurement du charbon dans la région de Liège et celle du Borinage, de Charleroi et La Louvière. Le terrain houiller n'affleure nulle part en Campine, c'est pourquoi il a fallu attendre le début du XXe siècle avant sa découverte et sa mise en exploitation.

## Histoire

### Les débuts

#### Liège au Moyen Âge: les galeries se noient, croisent, s'enchevêtrent, s'épuisent

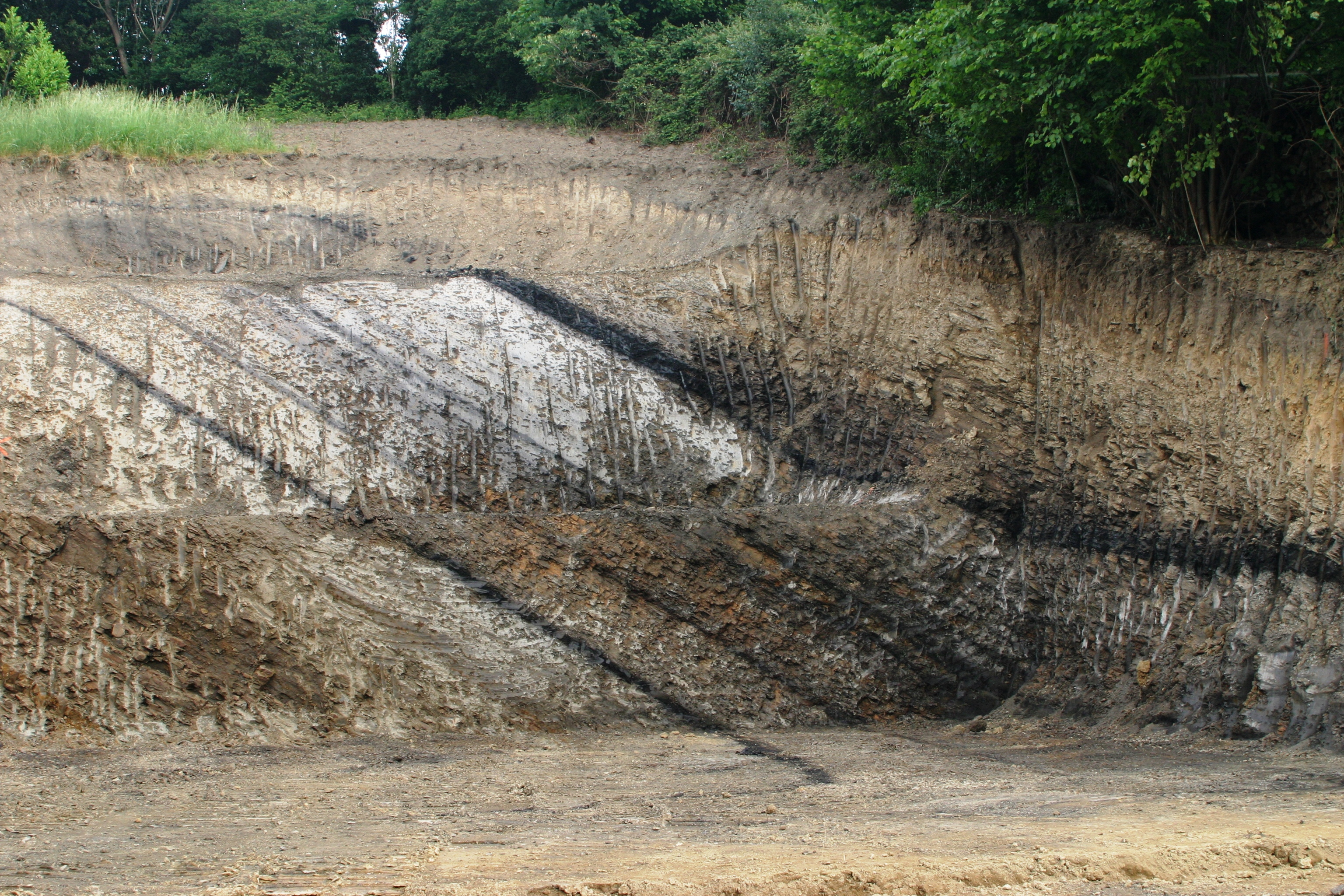
Filons de charbon sur un chantier à Beyne-Heusay.

Un système d'évacuation des mines par des araines parfois longues de plusieurs kilomètres engendra des conflits avec certains propriétaires des terrains, puis la création de la Cour des Voir-Jurés de charbonnage. Formée de quatre mineurs qualifiés et instruits dès 1355 puis sept en 1487, sous l'autorité des Échevins de la ville de Liège, elle statuait sur les  innombrables houillères de la région.
Ce savoir-faire amena les armées à utiliser les « sapeurs liégeois » dans les guerres de siège, comme en 1430 devant Compiègne, au service de duc de Bourgogne. Le savoir-faire liégeois est lié à une autre expertise de la ville, dans le domaine du travail du fer qui sera utilisée par des ouvriers exilés lors de la révolution industrielle suédoise.
En 1582, l'édit de Conquête donne un coup de pouce aux canalisations souterraines: si le propriétaire des lieux est incapable d'en vider l'eau, quiconque y parvient à droit d'exploiter la mine à sa place, moyennant une redevance, l'entrecens et une taxe, le droit de marlotage. En 1615, Philippe de Hurges dépeint Liège creusée de tant de galeries de mine que le versant gauche de la Meuse apparaît presque entièrement dominés de huttes de bure. Les galeries se croisent, s'enchevêtrent, s'épuisent: il faut trouver le moyen de creuser plus profond.

### XVIIesiècle

#### L'arrivée des verriers
Comme à Carmaux en France, ce sont les verriers qui donnent un coup d'accélérateur, un peu plus à l'ouest, dans le prolongement du bassin minier vers le Borinage: Jumet fut la pionnière, puisqu'on y a construit la première fournaise dès 1621. C'est vers 1650 qu'y arrivèrent les premiers verriers étranger, Martin Falleur, originaire de la Forêt-Noire en Allemagne, Jean de Condé et Gédéon Desandrouin, maitre verrier dans le Clermontois. Plus d’une centaine de verreries différentes seront recensées sur un siècle dans un périmètre limité : les communes de Lodelinsart, Gilly, Dampremy, Jumet et Charleroi.
Dès la fin du XVIIe siècle plus de 125 puits, sont déjà ouverts dans la région de Mons, dite du Borinage, dont les trois-quarts appartiennent à des institutions religieuses. La « pompe à feu » de Thomas Newcomen est utilisée à Jemeppe dès 1706, quelques années avant le brevet.

#### La Société du Grand Conduit innove en 1685
Les puits sont alors profonds d'environ 20 à 25 mètres, exceptionnellement 70 mètres. Parmi les propriétaires, on compte aussi de grandes familles nobles. Par ailleurs, les Ligne, les Aremberg et les ducs de Croÿ, tout comme des abbayes, concèdent le droit d'exploiter la houille. La Société du Grand Conduit et du Charbonnage d’Houdeng, ou  société du Grand Conduit de Houdeng, fondée par contrat à Mons le 14 février 1685 fut l'une des premières sociétés par actions dans le domaine charbonnier. Elle opérait sur les communes de Houdeng-Gœgnies et Houdeng-Aimeries, aujourd'hui fusionnées avec La Louvière.
Trois maîtres mineurs s'associèrent à deux marchands binchois, au secrétaire-greffier de la seigneurie de Houdeng et au bailli, pour créer une société constituée de onze parts égales, chacun en disposait d'une et le seigneur propriétaire de la terre, Joseph-François le Danois, marquis de Cernay, vice-comte de Houdeng, en possédant quatre. Son fils François Marie Le Danois, également propriétaire de terres à Raismes, sera en 1757 l'un des actionnaires de la compagnie des mines d'Anzin.
Les salaires augmentent de 1685 à 1708 et le premier dividende n'est versé qu'en 1710, après 25 années d'existence, et la réalisation complète du grand conduit, qui servait à ventiler la mine et surtout écouler l'eau, alors que les machines à feu de Thomas Newcomen n'existent pas encore, même si son associé Thomas Savery en a conçu une dès 1698. Plus tard, la Société du Grand Conduit deviendra la société du Bois-du-Luc et croîtra encore.

### XVIIIesiècle

#### Au moins 17 sociétés par actions en 1775
La Société charbonnière de la Barrette, également active sur le site de l'actuelle La Louvière, obtient une concession  en 1735. Elle y installe en 1766 une machine d’extraction par le pompage de l'eau dans les galeries, dites « pompe à feu » de Thomas Newcomen. Les terres appartenaient aussi à François Marie Le Danois, marquis de Cernay, qui les revendit en 1740. Parmi les actionnaires, Joseph II détenait un douzième du charbonnage.
En 1775, la région compte déjà 17 sociétés par actions charbonnières concurrentes, sur un espace relativement réduit, dont une, créée en 1773, aura à partir de 1784 des actionnaires français, la Société d'Obourg, Havré-Saint Denis et Trévières, selon le mémoire de l'abbé Joseph Plumet : Une société minière sous l'Ancien Régime : la société du Haut-Conduit et du Charbonnage d’Houdeng (1950). Plusieurs de ces sociétés seront acquises par, ou fusionneront avec, les Charbonnages du Bois-du-Luc.
La plupart des propriétaires sont des nobles, comme le chevalier Jean-François Brouwet, qui acquiert pour 200 000 florins la seigneurie d'Ecaussinnes et Henripont. Il reçoit de l'impératrice en 1760 des lettres patentes le faisant chevalier lui et son père, puis en 1765 sa nomination de receveur de l'« ancien domaine » en Hainaut. Ses spéculations financières utilisèrent les fonds de la recette générale et les bénéfices de la houille. Il frauda le droit de marlotage, se vit interdire en 1762 le commerce de la houille, mais n'en tint apparemment aucun compte, avant d'être sanctionné en 1782.
La nouvelle génération vient parfois de l'étranger, comme sur Le Grand-Hornu. Charles Godonnesche, «fermier général des octrois de la ville et banlieues de Valenciennes», obtient par exemple le 19 janvier 1778, de l’abbaye de Saint-Ghislain, le droit d’exploiter, en association avec deux Borains, les veines à charbon d’une concession s’étendant de la seigneurie de Quaregnon à celle de Boussu. Les difficultés financières et les problèmes d'exploitation se multiplient. En 1810, sa veuve vend à Henri De Gorge (1774-1832, riche commerçant lillois, qui relance la production et obtient l'extension de la concession.

### XIXesiècle

#### Années 1830 et 1840: multiplication des sociétés par action

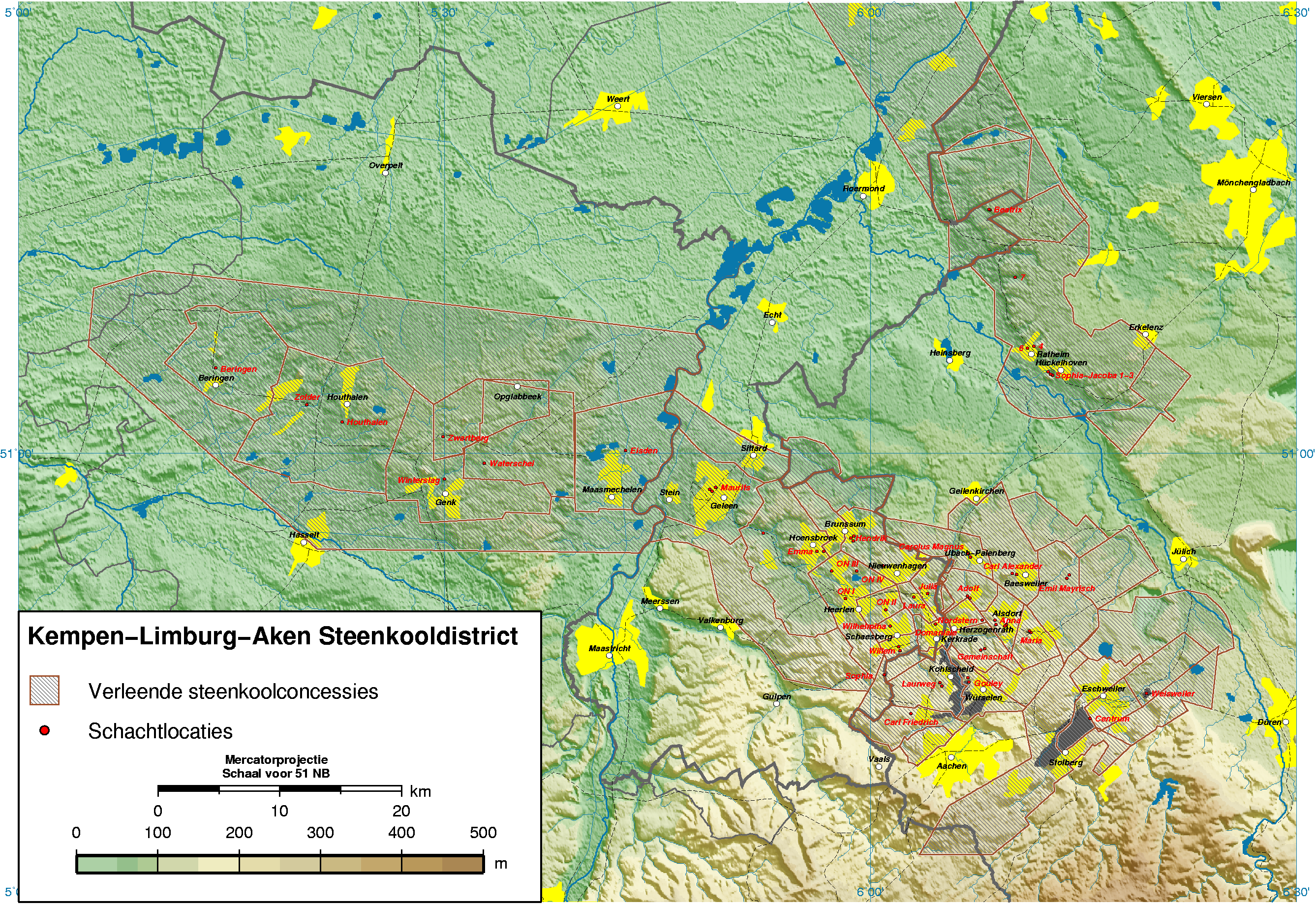
Carte des concessions

Lors de la révolution de 1830, la Belgique, devenue indépendante des Pays-Bas en 1830, est déjà le deuxième producteur de charbon au monde derrière l'Angleterre. Ses 307 mines de charbon, dont 83 détenues par des sociétés anonymes ont un chiffre d'affaires de 45 millions de francs et bénéficient du "dépôt de capitaux considérables". Un total de 224 mines sont restées sous la direction de sociétés anonymes comptent en fait parmi leurs actionnaires un grand nombre d'ouvriers ayant droit aux délibérations, tandis que les mines détenues par un groupe familial sont extrêmement rares.
Lors des cinq années qui suivent la révolution belge de 1830, la Société générale de Belgique investit dans une quarantaine d'entreprises, qui sont introduites en Bourse, dont une quinzaine d'aciéries et sept mines de charbon. Parmi elles, la Société des hauts-fourneaux, usines et charbonnages de Marcinelle et Couillet, la Société des produits de Flénu, au capital de 4 millions de francs et la Société du Levant de Flénu. À la fin des années 1850, les deux dernières donnent des dividendes de 29 %. En vingt ans environ, leurs cours ont été multipliés respectivement par 3,5 et 3,4 depuis l'entrée en Bourse.
Sur les années 1830, la production de charbon de la Belgique double de volume. Entre 1831 et 1850, le bassin liégeois est en forte croissance. Il regroupe 25 hauts fourneaux sur cinq communes seulement (Seraing, Ougrée, Tilleur, Grivegnée et Sclessin) appartenant à cinq sociétés.
Dans le but de produire du fer à meilleur coût, John Cockerill achète dès 1817 son premier haut fourneau à Liège, opérationnel en 1830, à Seraing et sans équivalent, même Outre-Manche, dont le premier bateau à vapeur sort en 1829. Autre entrepreneur important, Henri-Joseph Orban s’autofinance en 1830, pour un haut fourneau au coke qui devient société anonyme en 1846. Le réseau ferroviaire belge, né de la loi du 1er mai 1834, garnit aussi le carnet de commandes des charbonages : l'usine produit les premiers rails d'Europe. En 1835, le gouvernement belge transforme ses créances de 4 millions de francs en actions. John Cockerill prend lui des participations dans des compagnies minières pour contrôler la matière première.
La ville de Charleroi et les localités voisines tirent également parti de très importants gisements de charbon à fleur de terre (d'où l'appellation de la ville : « Pays Noir » ). Dans la foulée, des verreries s'installent à Lodelinsart, Roux, Dampremy, etc. des moulins, des houillères et des hauts-fourneaux à Charleroi, Monceau, Marchienne, Montignies, Couillet, etc. La sidérurgie, la métallurgie et la production de verre, liées à l'extraction du charbon sont les moteurs du développement industriel dans la région de Charleroi.
John Cockerill et la Société générale ont participé à la passion pour les recherches houillères dans le Nord de la France, qui a marqué les années 1834 à 1840, selon Marcel Gillet, professeur à l'université de Lille III,. La forte hausse des actions de la Compagnie des mines de Douchy, ex-Compagnie Dumas, avait stimulé les appétits et les investissements. Enregistrée sous forme de société par actions en décembre 1832, la compagnie des mines de Douchy découvre en mai 1833 une veine de charbon dans l'unique puits qu'elle exploite. Peu après, ses actions ont vu leur cours multiplié par 105 en un an, passant de 2,22 francs en février 1833 à 300 francs en janvier 1834. Il faudra attendre deux ans, avec l'année 1836, pour que la mine passe le cap d'un million de tonnes métriques produites.
Cette bulle spéculative et l'intérêt pour la recherche minière ont alors habitué les public français à l'émission de nombreuses actions à la Bourse de Paris, où les premières valeurs industrielles étrangères seront des mines belges. Pour ses recherches, la Compagnie de Cambrai reçoit alors l'aide et le conseil du professeur André Hubert Dumont.
La production de charbon dans le bassin minier du Nord-Pas-de-Calais prend elle du retard, tout comme celle, plus généralement, du charbon français, les compagnies compagnies françaises introduites en Bourse de Lille privilégiant une stratégie financière, ce qui provoque une pénurie de charbon qui va mener à la recherche d'autres sources d'énergie et  la multiplication par huit de la production hydroélectrique dans les années 1920.

#### Une réglementation sociale apparue très tôt
Les ouvriers étant exposés aux maladies professionnelles et aux dangers de la mine, comme les coups de grisou, la Belgique se signale très tôt par une réglementation sociale. Un décret de 1840 précise que chaque mine doit s'attacher un médecin ou un chirurgien pour traiter les blessés ou les asphyxiés. Les caisses de secours minières reçoivent chacune du gouvernement un subside de 45 000 francs. Le propriétaire de la mine doit inscrire le nom de chaque ouvrier dans ce qui est l'ancêtre du registre unique du personnel. Dans un esprit de méritocratie ouvrière, des médailles et des prix sont distribués aux mineurs qui se sont distingués, pour mettre en valeur leur talent, leur assiduité, ou un acte de courage.
Les charbonnages de la Belgique employaient 46 000 mineurs en 1845. L'usage des machines y est fréquent mais moins qu'en Angleterre, tandis que les mines des deux pays connaissent des difficultés d'exploitation. Du coup, la production par ouvrier est moins élevée en Belgique. Mais les études sur les risques entraînés par les efforts de productivité montrent que la quantité de houille extraite en moyenne par rapport à chaque salarié mort au travail est, en Belgique, inférieur d'environ un tiers par rapport aux chiffres des régions anglaises du Lancashire, du Cheshire et du Nord du Pays de Galles.

#### La cotation des mines de charbon belges à la Bourse de Paris
La réputation internationale des charbonnages wallons est telle que, dans les années 1840, plusieurs mines de charbon de Belgique sont les premières entreprises industrielles à bénéficier d'une cotation officielle à la Bourse de Paris, où l'inauguration du palais Brongniart a eu lieu le 4 novembre 1826. La première cotation de société étrangère avait eu lieu en 1834 : la Banca Romana, suivie par la Banque de Belgique en 1835 puis la deuxième banque américaine. C'est l'époque où le professeur André Hubert Dumont (1809-1857) reçoit la médaille Wollaston (1840) pour sa carte géologique sur des critères lithologiques et stratigraphiques.
La Belgique est dans la première moitié du XIXe siècle le seul pays d'Europe, avec l'Angleterre, où les mines de charbon sont vraiment développées. Malgré un morcellement du capital, un très grand nombre d'entreprises, elle sera l'un des plus enclines à réguler le niveau de l'offre mondiale, pour maintenir des prix de vente permettant aux différentes exploitations de rester rentables.
Se crée alors une "Union des charbonnages" franco-belge, réunissant le Nord-Pas-de-Calais et le Hainaut, chargée d'établir un prix « au-dessous duquel les associés s'interdisaient de vendre sous peine d'une amende de cinquante centimes par hectolitre de charbon », fixée de commun accord tous les six mois. Mais « comme il arrive presque toujours lorsque les gros se mettent en société avec les petits », les premiers se sont taillé la « part du lion », observe en 1865 l'économiste  Gustave Molinari.
La deuxième moitié du XIXe siècle est caractérisée par des fusions et des disparitions de mines, entraînant une augmentation de la rentabilité. Les grandes banques, en particulier la Banque de Belgique et la Banque de Bruxelles, vont ensuite s'emparer de ces mines de charbon et plus généralement des sociétés anonymes, qui formaient en 1910 à peine 1,1 % du nombre total de sociétés en Belgique, mais représentaient déjà 47 % des emplois. Les houillères servent de base et de rente à la constitution d'empires bancaires, miniers ou industriels : le groupe Cockerill disposait par exemple de mines de charbon.

### XXesiècle

#### Investissements dans la sécurité
À partir du début du XXe siècle, les différents grands bassins miniers européens ont souhaité faire un effort dans le domaine de la sécurité, par le recours à des stations de sauvetage plus efficaces, « dotées d'appareils en parfait état et de brigades de mineurs- sauveteurs bien entraînés » et la Belgique a pris à son tour des décisions en ce sens en 1905.
L'Allemagne disposait de la meilleure station, dans la ville de Bochum, dans la Rhür, et d'autres pays comme l'Angleterre, l'Autriche, la Russie et le Canada n'étaient pas en reste, car ils utilisaient les matériels Drâger.
Le Ministre belge de l'Industrie et du Travail décida, en 1905, la création d'une station de sauvetage de l'État qui fut inaugurée, d'abord au titre de la formation de l'expérimentation, en juin 1907, à Frameries, dans le Hainaut. Un peu plus tard, l'arrêté royal du 23 juin 1908 exigea que chaque charbonnage ou groupe de charbonnages du pays soit équipé de ses propres appareils de sauvetage et plus seulement incité à le faire.

#### Découverte du charbon dans le Limbourg belge (1874-1901)
Louis Jourdain et Evence II Coppée, tous deux ingénieurs civils des Mines des Écoles spéciales de Louvain, se retrouvent en stage en Prusse dans une cokerie. Ils rencontrèrent un géologue attaché aux mines d’Aix-La-Chapelle (probablement le célèbre géologue Wilhelm Hauchecorne, né à Aix-la-Chapelle inspecteur des Mines de Prusse ) qui était convaincu qu’une grande faille charbonnière, riche en charbon gras, devait s’étendre sous le Limbourg Hollandais.
L’idée de ce géologue allemand fit son chemin dans l’esprit d’Evence II Coppée et Louis Jourdain, qui, convaincus, s’associèrent à un groupe d’investisseurs hollandais,  prussiens et belges parmi lesquels Victor Jourdain (son frère), et P. Ghislain, le directeur des charbonnages d’Aniche. Les sondages étant très coûteux, il fallait trouver les capitaux nécessaires.
En 1874, ils effectuèrent avec succès des forages à Kerkrade, dans le Limbourg hollandais, et obtinrent cinq concessions, qui ne furent jamais mises en exploitation, pour cause de difficultés techniques et financières. Ces concessions leur seront retirées en 1901 par l’État Néerlandais qui souhaitait les exploiter lui-même.
Louis Jourdain et Évence II Coppée pensèrent tout naturellement puisqu’ils avaient trouvé du charbon au Limbourg hollandais, il devait y en avoir dans le Limbourg belge, la faille charbonnière ne connaissant pas de frontières.
En 1875, Louis Jourdain demanda une étude à G. Lambert de l’Université Catholique de Louvain, son Professeur d’Exploitation des Mines. Celui-ci en 1876 « signa son célèbre rapport sur quatre sondages récemment exécutés dans le Limbourg hollandais » effectués par Louis Jourdain et Evence II Coppée,. Il  conclut « À ce point de vue, le Limbourg Hollandais et probablement aussi la partie nord de la Belgique sont favorablement situés pour espérer d’y retrouver le prolongement du terrain houiller» 
Étude qui fut confirmée en 1877 par son ami de promotion André Dumont (né la même année que Louis Jourdain en 1847) qui, en 1883 fut nommé suppléant du professeur G. Lambert pour le cours d’exploitation des mines. 
Mais Louis Jourdain se heurta à deux problèmes majeurs : la mobilisation des capitaux importants pour effectuer un sondage et la technique de l’époque qui ne permettait de faire ceux-ci à grande profondeur à laquelle on aurait pu le trouver en Campine.
Vers 1877, Louis quitta définitivement l’Allemagne pour s’établir à Bruxelles où il retrouva son frère Victor Jourdain, son aîné de six ans, avec lequel il se lança dans la création et le développement de plusieurs sociétés et surtout fut le cofondateur du journal catholique Le Patriote en 1884.
Néanmoins, Louis suivait avec une attention toute particulière l’évolution des recherches minières en Belgique, n’abandonnant jamais l’espoir de découvrir du charbon en Campine et une technique de sondage rapide et fiable était primordiale. Raison pour laquelle en 1890 Louis Jourdain s’était rendu en Allemagne pour rencontrer le célèbre sondeur Anton  Raky et eut des entretiens qui le confortèrent sur la fiabilité de ce procédé de sondage ultra-rapide.
Le 12 octobre 1898, fut fondée la Société de Recherche et d’Exploitation, au capital de 180.000 francs, souscrit par 89 actionnaires, avec comme administrateurs André Dumont, Louis Jourdain, Nestor Deulin, Léon Deboucq et Arthur Limelette. L'acte de constitution fut passé devant Maître Théodore Taymans, notaire résident à Bruxelles et fut publié la même année aux annexes du Moniteur belge du 30 octobre 1898 Acte n° 4181 pp. 372 et suivantes.
La création de cette société fut le résultat des efforts de deux groupes indépendants qui permirent de réunir le capital nécessaire. Le premier groupe mené par le  jeune ingénieur, Léon Deboucq, avait recueilli des fonds parmi les anciens élèves d’André Dumont  ; le second groupe, «par un de ses camarades d'Université, celui-là même qui avait été à l'origine des prospections en Limbourg néerlandais, Louis Jourdain» et qui s’était penché sur le problème des difficultés techniques de sondage et de forage prédites par André Dumont en 1877,.
Dès le premier conseil d’administration, une dissension profonde apparut entre André Dumont, qui voulait effectuer le sondage à Elen et à Lanaken et Louis Jourdain qui le voulait à As, à dix kilomètres au sud-ouest d’Elen. Louis Jourdain estimait que la couche de charbon serait à une moindre profondeur à As plus prometteur qu’à Elen et donc moins risquée.
Au Conseil d’Administration du 2 novembre 1898, André Dumont ayant menacé de démissionner si le sondage ne se faisait pas à Elen. Louis Jourdain ayant accepté de se retirer ( PV du Conseil du 6 octobre 1898), le site d’Elen fut retenu.
Deux accidents aux profondeurs à 60 et 180 mètres compliquèrent les recherches, et la société résilia le contrat qui le liait au sondeur français. Grace aux contact que Louis Jourdain avait eu dès 1880 avec le sondeur Raky, la Société de recherche et d’exploitation signa un contrat avec la société Bohrgesellschaft Raky détentrice de ce procédé de sondage ultra rapide
Malheureusement, malgré le concours d’A. Raky, un bris de sonde se produisit à grande profondeur (878,55 m) et il fut impossible de sauver le sondage. 
La société tomba en faillite et dut être liquidée le 16 février 1901 (les liquidateurs étaient Nestor Deulin, Louis Jourdain et André Dumont en leur donnant le pouvoir expressément «le pouvoir d’apporter à une nouvelle société l’avoir en espèces et le bénéfice de l’expérience acquise») et le sondage à Elen fut abandonné 
Cet échec du site d’Elen découragea certains actionnaires de la société en faillite, mais pas Louis Jourdain et André Dumont qui réunirent de nouveaux capitaux et créèrent une autre société le 20 mai 1901, la Nouvelle Société Anonyme de Recherche et d’Exploitation au capital de 100.000 francs ( 200 actions de capital de 500 francs).
L’acte de constitution se fit devant Maître Charles-Albert De Ro, notaire à Saint-Josse-ten-Noode et fut publié aux annexes du Moniteur belge du 6 juin 1901, sous le n° 3031
Souscripteurs principaux furent : la Société de Recherche et d’Exploitation (en faillite) pour 86 actions (dont Louis Jourdain était le plus important actionnaire privé), André Dumont à nouveau pour 20 actions, Louis Jourdain à nouveau pour 8 actions, Evence II Coppée pour 10 actions, Hermann De Preter pour 5 actions et La Société Internationale de Forage pour 40 actions.
Le même jour, devant le même notaire, une Assemblée Générale Extraordinaire  procéda à la nomination statutaire des trois administrateurs : Louis Jourdain, André Dumont et Hermann De Preter (Moniteur belge du 6 juin 1901 sous le n° 3032).
Louis Jourdain en fut le Président et André Dumont l’Administrateur-délégué.
On peut remarquer que Louis Jourdain fait entrer dans le capital Evence II Coppée, son ami de longue date, ainsi que le sondeur Raky (Société Internationale de Forage)
Louis Jourdain proposa à nouveau le site d’As pour un premier sondage, André Dumont se montrant inquiet et réticent devant ce choix. Cette fois-ci, Louis Jourdain, et Herman De Preter menacèrent de se retirer financièrement si le premier sondage ne se faisait pas à As. André Dumont finit par donner son accord. 
Les travaux de sondage débutèrent le 1er juin 1901 soit dix jours après la constitution de la nouvelle société et deux mois plus tard, dans la nuit du 1er au 2 août 1901 une couche de charbon fut détectée à seulement 541 mètres de profondeur comme l’avait prédit Louis Jourdain dès 1898.

#### Première Guerre mondiale
Au cours de la Première Guerre mondiale, l'occupation allemande du bassin minier du Nord-Pas-de-Calais, prolongation vers l'ouest du bassin minier wallon, partie importante des mines de charbon de Belgique, a causé un certain nombre de problèmes importants selon les historiens, notamment du fait qu'un grand nombre de puits de la partie orientale du bassin minier furent à la fin de la guerre noyés par les Allemands quand ils se sont retirés. En tout, 2 000 kilomètres  de galeries furent inondées, 87 chevalements mis à terre, et environ 800 kilomètres de voies ferrées démantelées.
En Belgique, le bassin minier de la province de Limbourg, n'a lui été ouvert qu'en 1918, à la fin de la guerre de 1914-1918.

#### Grande grève des mineurs sous l'occupation allemande
En mai 1941, même les pommes de terre commencent à manquer en Wallonie, envahie par les troupes allemandes, où la question du ravitaillement s'aggrave. Le bassin minier de Wallonie est le même que celui du , qui est à cheval sur la frontière entre les deux pays, tout en longueur, d'est en ouest. Côté belge, il s'étend le long des sites du Grand-Hornu, du Bois-du-Luc, du Bois du Cazier et de Blegny-Mine. La grève démarre dans la commune de Seraing, ce qui déclenche une grève menée par Julien Lahaut, échevin communiste, qui sera victime une décennie plus tard, en 1950, du seul assassinat politique de l'histoire de Belgique. Après 10 jours, le nombre de grévistes atteint 100 000 et il est décidé de leur concéder une augmentation salariale de 8 %. Mais un mois après une vague d'arrestations vient sanctionner des grévistes, dont beaucoup sont emprisonnés à la forteresse de Huy, puis embarqués dans des trains pour les camps de concentration.
Cette « grande grève des mineurs belges » dure une semaine, du 12 au 19 mai, puis elle « irradie en France, une grève lancée et prise en charge par le PCF déferle à son tour dans le Nord-Pas-de-Calais du 27 mai au 9 juin » : c'est la Grève des mineurs du Nord-Pas-de-Calais (1941).

#### Après la Seconde Guerre mondiale
Après la Deuxième Guerre mondiale, face à la pénurie de main-d'œuvre dans les mines, le gouvernement belge fait appel à des travailleurs étrangers. Les Italiens vont être sollicités en priorité pour travailler dans les mines. Le 23 juin 1946, un protocole d'accord (l'« accord charbon » ) est signé entre la Belgique et l'Italie  qui est dans une situation sociale délicate. L'accord prévoit l'arrivée de 50 000 Italiens avec en contrepartie l'exportation vers l’Italie de « 200 kg de charbon par mineur et par jour ». Les besoins continuent toutefois à augmenter et des contingents sont formés. Au cours des années de conclusion des différents accords bilatéraux entre l'Italie et la Belgique, tels que le protocole du 23 juin 1946 et le protocole du 11 décembre 1957, les immigrés italiens se dirigent vers les mines de charbon belges. Dans un premier temps, ils vivent dans des conditions déplorables. Au Bois du Cazier, ils logent dans les anciens baraquements qui avaient hébergé les prisonniers allemands travaillant à la mine au sortir de la guerre. La catastrophe de Marcinelle sera à l'origine d'un blocage des relations diplomatiques entre les deux pays et mit un terme définitif à l'« accord charbon » et à l'immigration italienne à Charleroi.

La décision de fermeture des mines de charbon fut prise en deux étapes, la première dans les années 1960, qui conduisit à l'arrêt des mines hennuyères tandis qu'en 1986, le ministre des Finances Mark Eyskens décida la fermeture des dernières mines belges, au Limbourg. La dernière fermant en 1992 à Zolder.

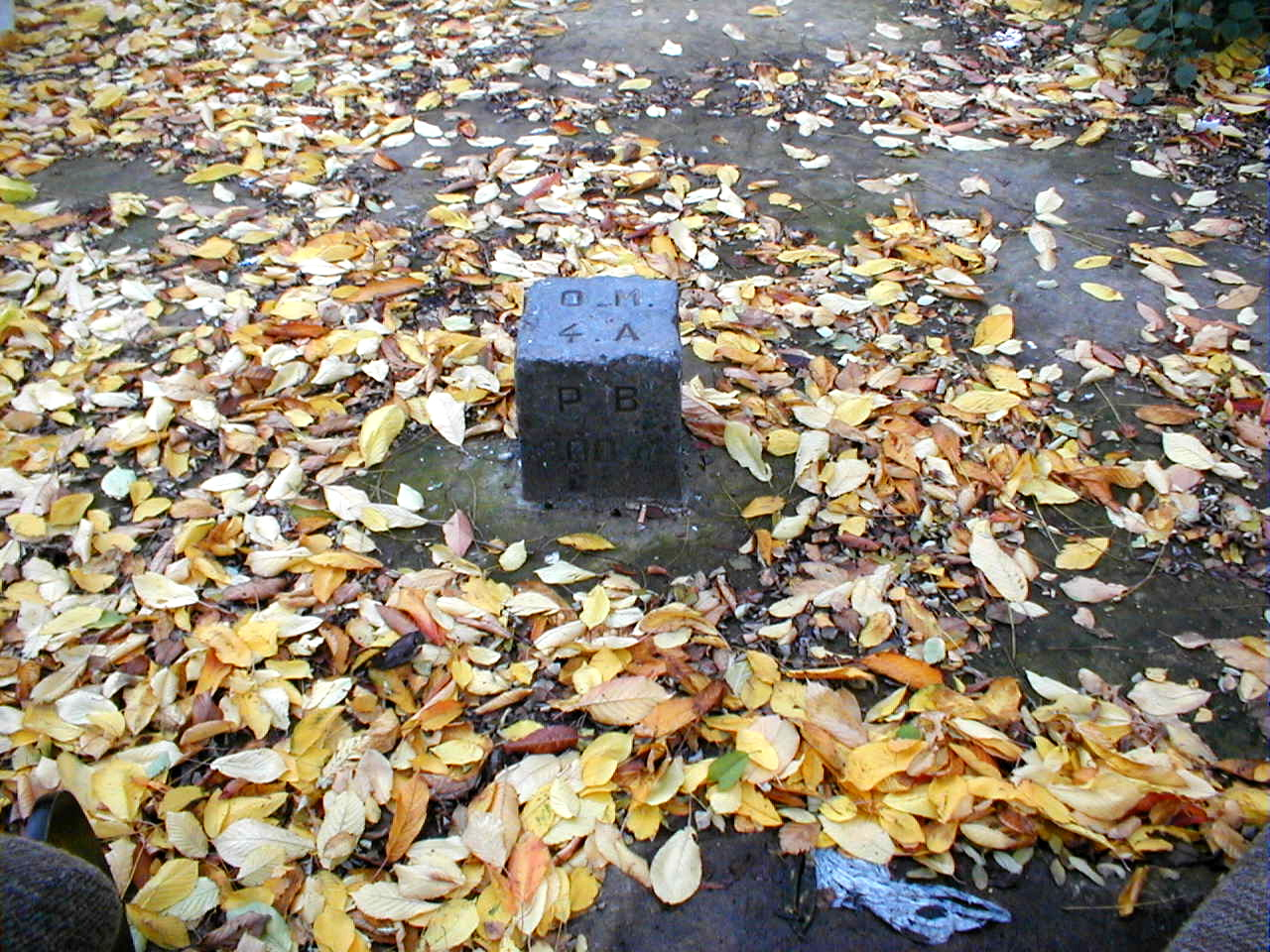
Une borne

À la fermeture, les puits de mine furent comblés puis couvert d'une dalle en béton muni d'une borne indicatrice.